# 江塘镇
江塘镇（藏語：བྱང་ཐང་，威利转写：byang thang），是中华人民共和国西藏自治区山南市贡嘎县下辖的一个乡镇级行政单位。

## 行政区划
江塘镇下辖以下地区：
江塘村、保吾村、岗巴村和娘索村。